# Acoblament amb cap ocult oblic

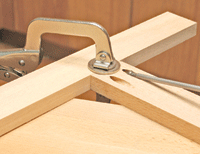
Muntatge per fer un acoblament "pocket-hole",.

L'acoblament amb cap ocult oblic consisteix a fer un forat en angle (normalment de 15 graus) en una post i, a continuació, unir-la a un segon post amb un cargol autorroscant. Per a unir dues peces de fusta es perfora un orifici en angle sobre una d'elles (mitjançant una fresa i una plantilla), per unir-la després a una segona peça mitjançant un tirafons.
Aquesta tècnica, així com la tècnica d'acoblament mitjançant una clavilla, té les seves arrels en l'antic Egipte. Els egipcis subjectaven dues peces juntes i feien un forat en angle sobre la peça de l'exterior estacada contra la segona peça de treball. Llavors inserien una clavilla amb cola, tot seguit tallaven i polien arran de la superfície exterior de la primera peça.

## Plantilles de cap ocult oblic
Els acoblaments de cap ocult oblic es poden formar en perforar una sèrie de forats, però hi ha eines que fan que el procés sigui molt més ràpid i senzill. Les plantilles de cap ocult oblic, permeten a l'usuari perforar un forat amb un angle precís per obtenir un bon acoblament. L'ús d'una plantilla de cap ocult oblic, també proporciona un aspecte més net, en lloc de crear un forat, sense l'ajut d'una plantilla. Una plantilla de cap ocult oblic, generalment està feta de plàstic i té una inserció metàl·lica que s'introdueix a la broca per perforar el forat. Una plantilla pot ser un dispositiu estacionari on es fixen les peces de fusta o un dispositiu portàtil que es fixa a les peces de fusta.

## Tècnica
En acoblar els taulons en angle recte, és important que els talls siguin precisos i quadrats per evitar buits o juntes no perpendiculars entre els taulons. Alguns treballadors de la fusta presenten el seu projecte abans de fer els forats oblics, i marquen la cara del tauler que volen perforar per assegurar-se que el forat es troba al bon lloc. La majoria dels acoblaments de forat oblic es fan cargolant la cara o la vora del tauler en lloc del gra final perquè el cargol agafarà millor.

## Cargols autoroscants de cap ocult oblic
Els cargols autoroscants que s'utilitzen per als acoblaments de cap ocult oblic són especials i solen ser més cars, però són necessaris per a una fixació estreta i forta. Els cargols apropiats, tenen un cap amb volandera ample per evitar enroscar massa a la junta i esquerdar la fusta. Tals cargols agafen qualsevol tipus de fusta, però es necessiten fils gruixuts per a fusta més tova i es necessiten fils fins per a fusta més dura.

## Prestacions
Aquesta tècnica presenta una sèrie d'avantatges, entre altres:
- Atès que els tirafons actuen com abraçadores internes que sostenen l'acoblament, en la majoria de casos, no falta cola, tot i que es recomana. Si s'utilitza cola, no és necessari posar el serjant quan la cola és humida, ja que els tirafons interiors sostenen les peces fermament mentre s'asseca la cola.
- Només cal fer un únic forat, eliminant la necessitat d'un alineament precís entre els forats previs quan s'uneixen les peces amb acoblaments fets amb clavilla o amb encaixos de caixa i metxa o de cua d'oreneta.
- No requereix ni mesures ni cap mena de càlcul de distàncies entre forats, com ara els que són necessaris en les acoblaments de caixa i metxa o de cua d'oreneta.
- Atès que la tècnica no requereix l'accés a l'interior de l'acoblament, es poden realitzar reparacions ràpides des de fora sense haver de desmuntar res. Arreglar una cadira grinyolant, o el reforç de mobles, només requereix foradar uns quants forats oblics i emprar tirafons per collar les peces.
- Un acoblament de cap ocult oblic trencat és difícil per reparar.[6]

## Aplicacions

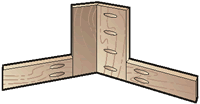
Angles
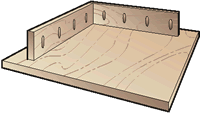
Socles
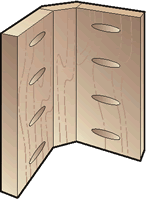
Cantonades bisellades
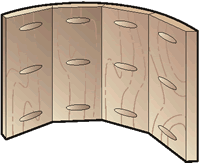
Corbes
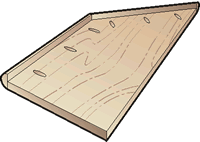
Fixació de llistons
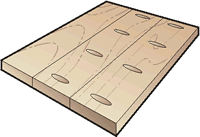
Acoblament de vores
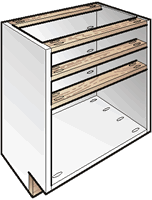
Armaris
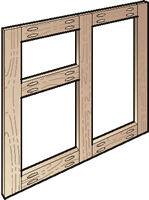
Marcs
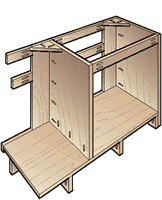
Estructures de mobles
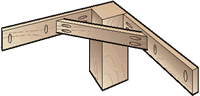
Bases de mobles
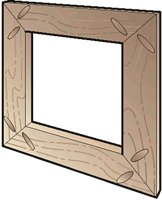
Marcs
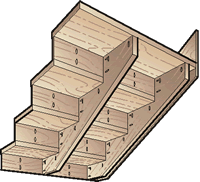
Escales
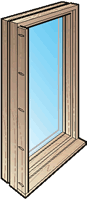
Brancals de finestres